# Chaerophyllum papuanum
Chaerophyllum papuanum är en flockblommig växtart som beskrevs av K.F. Chung. Chaerophyllum papuanum ingår i släktet rotkörvlar, och familjen flockblommiga växter. Inga underarter finns listade i Catalogue of Life.